# Atahúlla
La atahúlla (o tahúlla) es una unidad de superficie agraria que equivale a 1118 m² en Murcia, Almería, Castilla y las Pías Fundaciones del Reino de Aragón; y de 1185 m² en el antiguo Reino de Aragón y en Orihuela (Alicante), así consta en el artículo 4 de la ordenanza del Juzgado Privativo de Aguas de Orihuela, excepto en las Pías Fundaciones. Se usa normalmente en tierras de regadío, desde tiempos de Carlos IV (a lo menos, ya que se sospecha que es heredada de tiempos de los árabes: 714). Para medir los cultivos de secano se emplea normalmente la fanega y el celemín. En algunas ocasiones, raramente, se contempla también la medida de tahúllas para secano; pero entonces cambia su valor, porque una tahúlla de secano necesita más superficie para producir la misma cantidad que una tahúlla de regadío.
Existen fracciones: media tahúlla; cuarta de tierra (un cuarto de tahúlla)...
En Almería, Granada, Jaén, Murcia y sur de Alicante se denomina tahúlla, como en el caso de Villena, donde la tahúlla mide 852 m². En esta ciudad se conserva el lado patrón original marcado en los muros de la Iglesia de Santiago.

## Origen
La primera referencia a tal medida son los registros de repoblación de las tierras del sureste peninsular (Alicante y Murcia) por Alfonso X y su hermano Don Manuel, que se hacían basándose en la tahúlla. Muy posteriormente se fueron fijando las distintas áreas de tahúlla en cada población. La tahúlla fue la medida utilizada en el Repartimiento de Tierras de Alfonso X  el sabio tras la reconquista de Murcia.